# TKUニュース
『TKUニュース』（ティーケーユーニュース）は、テレビ熊本で放送されているローカルニュース番組（スポットニュース）である。

## 概要
- 熊本県内のローカルニュースを伝える帯番組。
- 2018年3月31日まではフジテレビのスポットニュース『THE NEWSα Pick』の差し替えで放送。原則として基本的に週7日間（月曜- 金曜はローカル、土曜・日曜は「THE NEWSα Pick」をネット）放送していたが、同日のゴールデンタイムに特別番組が放送される日には繰り下げられたり放送休止になる場合があった。
- フジテレビが『産経テレニュースFNN』を放送していた頃には、日曜の朝と昼のニュース（1993年9月までは平日午後も）にもこのタイトルに差し替えられていた。